# Ashcroft (Columbia Británica)
Ashcroft es un pueblo canadiense situado en la provincia de Columbia Británica.

## Superficie
Ashcroft tiene una superficie de 50,86 km².

## Demografía
En 2021, tenía 1670 habitantes, una densidad poblacional de 32,8 hab./km², y 876 viviendas.